# 仙台市の音楽イベント
仙台市の音楽イベント（せんだいしのおんがくイベント）では、仙台市で開催されている音楽イベントについて扱う。

## 市民が主催する音楽イベント
1987年（昭和62年）の仙台市営地下鉄南北線開業に合わせて再開発されたファッションドーム141にて、この年から市民が主催する「LIVE 141　定禅寺ストリートジャズフェスティバル」が開催されていた。これが1991年（平成3年）から「定禅寺ストリートジャズフェスティバル」の名称で、無料の街角野外の音楽イベントとして再出発した。定禅寺ストリートジャズフェスティバルは市民に受け入れられて観客数を伸ばし、第10回にあたる2000年（平成12年）には2日間開催となって約38万人の観客を集めた。
定禅寺ストリートジャズフェスティバルの成功により、「市民が主催」「無料」「街角野外」の音楽イベントが仙台で次々始まった。1998年（平成10年）からみちのくYOSAKOIまつり、2000年（平成12年）から伊達ロックフェスティバル、2001年（平成13年）からジャスプロムナード in SENDAI、とっておきの音楽祭、仙台ブルースフェスティバル、2002年（平成14年）から仙台ゴスペル・フェスティバルなど、数々の音楽イベントが街中で開催されるようになり、市民が気軽に音楽に触れる機会が多くなった。定禅寺ストリートジャズフェスが、期間中約71万人（2006年（平成18年））の観客数を集め、最大のイベントとなっている。音楽以外がメインのイベントでも、ステージが設置され、バンド演奏が行われることがある。仙台市都心部の勾当台公園・定禅寺通・一番町・仙台駅前などが主会場となることが多いが、都心部以外での開催例も見られる。
とっておきの音楽祭
6月第1日曜日開催。
定禅寺ストリートジャズフェスティバル
9月上旬開催。
みちのくYOSAKOIまつり
10月のスポーツの日の前日と前々日に開催。
仙台ゴスペル・フェスティバル
11月中旬開催。
- 過去のイベント
  - 仙台ブルースフェスティバル 2001年（平成13年）から2007年（平成19年）?　勾当台公園・野外音楽堂で開催されていた。
  - センダイ・ロックフェスティバル 2008年（平成20年）から2009年（平成21年）
  - ジャズ・プロムナード in SENDAI 6月に開催されていた。
  - 伊達ロックフェスティバル 7月上旬に開催されていた。
  - みちのくフォークジャンボリー 8月下旬に卸町で開催されていた。

## 仙台市主催の音楽イベント
仙台国際音楽コンクール
3年毎の開催。有料。観客数1万人程度。関連イベントとして、「街かどコンサート」と題した無料のクラシック音楽系ライブも市内各地で不定期に開催している。
仙台クラシックフェスティバル
体育の日とその前日および前々日の3日間開催。みちのくYOSAKOIまつりと日程・開催地区が重なる。有料だが、一部無料のものが含まれる。観客数3万人程度。
もりのみやこのふれあいコンサート
障害者を対象とするオーケストラコンサート。
萩まつり
毎年9月上旬から中旬に開催。仙台市野草園で開催。期間中の日曜・祝日には、琴や尺八などによる邦楽の演奏や、「花の詩の集い」と称する仙台フィルハーモニー管弦楽団との合唱などが開催される。定禅寺ストリートジャズフェスティバルと開催日程が重なる。

### 楽都仙台
伊達政宗による仙台開府400周年を記念して、2001年（平成13年）に仙台市主催で開催された音楽事業において、キャッチコピーとして「楽都仙台」が用いられた。
仙台市では、石井亨市長時代にバブル景気となり、その真っ只中の1989年（平成元年）4月1日に政令指定都市に移行した。この空前の景気拡大と、合併による市域拡大、および、政令市移行による市財政力の増大を背景に、石井は箱物行政を行って市内にホールや文化施設を次々建設した。しかし、バブルが崩壊し、仙台市のハード面を拡充してきた石井が、本間俊太郎宮城県知事（当時）と共にゼネコン汚職事件によって辞任すると、藤井黎市長時代において、増大したホールや文化施設でのソフト面の拡充が叫ばれるようになる。
そこで市は、世界の3大音楽コンクールの1つである 「チャイコフスキー国際コンクール」 のジュニア部門である「若い音楽家のためのチャイコフスキー国際コンクール」を誘致し、1995年（平成7年）に開催した。この経験をもとに、伊達政宗による仙台開府400周年にあたる2001年（平成13年）から、市主催で仙台国際音楽コンクールが開催されるようになり、このコンクールのポスターロゴに「楽都仙台」が用いられた。仙台市はこれ以降、このコンクール以外にも市の音楽事業全般において「楽都仙台」をキャッチコピーとして用いるようになり、また、音楽イベントが持つ集客力によって仙台にもたらされる経済効果に着目した施策をするようになった。

## 企業が主催する音楽イベント
支店経済都市である仙台市には、中央資本のレコード会社20社が営業所を構えていたが、2000年（平成12年）にそれら全てが閉鎖されてしまい、仙台の音楽市場にはニッチが生まれた。
仙台には主なプロモーターとして、キョードー東北、ノースロードミュージック、GIPの3つがあるが、2000年（平成12年）あたりからこれらプロモーターが中央のアーティストを仙台に呼んで開催するコンサートやライブが増加し始め、ライブハウスも増加した。
一方、仙台を拠点とする音楽系芸能事務所（インディーズ・レーベルの運営やアーティストマネージメント等を行う）の設立も相次ぎ、2000年（平成12年）にはハウス系のFORESTNAUTS RECORDS、2004年（平成16年）にはJ-POP系のエドワードリミテッド、2006年（平成18年）にはヒップホップ系のMess-Age Records（R and C）、2007年（平成19年）にもヒップホップ系のNO DOUBT TRACKSなどが設立されている。特にエドワードリミテッドには、MONKEY MAJIK、GReeeeN、キマグレンなどの人気アーティストが所属しており、地方都市所在の芸能事務所として注目を浴びるようになった。
また、2000年代に入ってから、モデル事務所の仙台SOSモデルエージェンシー、あるいは、ダンススクールのアクターズインターナショナル・仙台やステップワンなどが、仙台に地域密着しながら音楽活動をするローカルアイドルを育成し始め、SPLASHやconomiなどが仙台で開催されるイベントでショーを行うようになった。、
複数のアーティストが参加する規模の大きいイベントとして、以下のようなものがある。
ARABAKI ROCK FEST.
GW中2日間開催、観客数4.2万人程度。2001年（平成13年）から大規模に行われるJ-POP系野外音楽祭。近年は釜房ダムのエコキャンプみちのくで開催。
MEGA☆ROCKS
10月開催。2004年（平成16年）開始。仙台市都心部にあるライブハウスが連携して行うライブサーキット。
- 過去のイベント
  - ロックロックこんにちは! in 仙台

また、仙台七夕やSENDAI光のページェントに合わせて、Date fm主催の「夕涼みコンサート」、仙台シティエフエム主催の「七夕ヴィレッジ」および「クリスマスヴィレッジ」、NTTドコモ東北主催の「学都×楽都コラボレーション」が行われていた。

## 経済効果
音楽は、仙台市のシティセールスのコンテンツの1つとして位置付けられている。仙台市としては、自治体ウェブサイトなどを通じて市主催の音楽イベントを中心に広く紹介をしている。
仙台の有力なプロモーターは、仙台のみならず、東北地方各地でコンサートなどの興行を行っている。その興行領域の広さとメジャーアーティストの興行権から、これらの企業が損益分岐点を超えると考える都市や都市圏にコンサートが集約する傾向があり、近年では仙台・郡山・盛岡、特に仙台への集約が進んでいる。
このような集約により、仙台のみならず、周辺各県のタウン情報誌のイベント情報欄には、仙台市および仙台都市圏で行われる音楽・エンターテインメント情報（楽都仙台のコンテンツ）が載せられ、場合によっては隣県のテレビ・ラジオなどのマスメディアを用いて県外からの集客も行われている。タウン情報誌の音楽イベント欄における開催都市比率は、山形市のタウン情報誌で仙台9割・山形1割程度、福島市のそれで仙台8割・郡山2割程度となっており、県外から仙台への交流人口増大をもたらし、仙台市の経済圏の基盤の1つとなっている。